# Bori
De bori (Octodontomys gliroides)  is een zoogdier uit de familie van de schijnratten (Octodontidae). De wetenschappelijke naam van de soort werd voor het eerst geldig gepubliceerd door Gervais & d'Orbigny in 1844.

## Voorkomen
De soort komt voor in Peru, Bolivia, Argentinië en Chili.